# Melodifestivalen 2012
Melodifestivalen 2012 je 52. izbor za švedskega predstavnika na izboru za Pesem Evrovizije, ki poteka med 4. februarjem in 10. marcem 2012.

## 1. polfinale
- Datum: 4.2.2012
- Št.Ogledov: 3 371 000 Ljudi v času prenosa
- Zaslužek Glasovanja: 1.084.251 kron.

| # | Izvajalec                              | Pesem                                                   | Avtor                                                                                         | 1.Krog | 2.Krog | Uvrstitev | Slog           |
| - | -------------------------------------- | ------------------------------------------------------- | --------------------------------------------------------------------------------------------- | ------ | ------ | --------- | -------------- |
| 1 | Sean Banan                             | "Sean Den Förste Banan"                                 | Sean Samadi (Sean Banan) (tm), Joakim Larsson (tm), Hans Blomberg (tm), Mårten Andersson (tm) |        |        | 3.        | Predtekmovanje |
| 2 | Abalone Dots                           | "På väg"                                                | Rebecka Hjukström (tm), Sophia Hogman (tm), Louise Holmer (tm), Viktor Källgren (tm)          |        |        | 7.        | Odstopljene    |
| 3 | The Moniker                            | "I Want To Be Chris Isaak (This Is Just the Beginning)" | Daniel Karlsson (The Moniker) (tm)                                                            |        |        | 8.        | Odstopljeni    |
| 4 | Afro-Dite                              | "The Boy Can Dance"                                     | Figge Boström (tm), Catrine Loqvist (tm), Johan Lindman (tm)                                  |        |        | 5.        | Odstopljene    |
| 5 | Dead by April                          | "Mystery"                                               | Pontus Hjelm (tm)                                                                             |        |        | 2.        | FINALIST       |
| 6 | Marie Serneholt                        | "Salt & Pepper"                                         | Lina Eriksson (tm), Mårten Eriksson (tm), Figge Boström (tm)                                  |        |        | 6.        | Odstopljena    |
| 7 | Thorsten Flinck & Revolutionsorkestern | "Jag reser mig igen"                                    | Thomas G:son (tm), Ted Ström (tm)                                                             |        |        | 4.        | Predtekmovanje |
| 8 | Loreen                                 | "Euphoria"                                              | Thomas G:son (tm), Peter Boström (tm)                                                         |        |        | 1.        | FINALIST       |

## 2.Polfinale
- Datum: 11.2.2012
- Št.Ogledov: ?
- Zaslužek Glasovanja: ?

| # | Izvajalec         | Pesem                  | Avtorji                                                                                        | 1,Krog | 2,Krog | Uvrstitev | Slog           |
| - | ----------------- | ---------------------- | ---------------------------------------------------------------------------------------------- | ------ | ------ | --------- | -------------- |
| 1 | Ulrik Munther     | "Soldiers"             | Ulrik Munther (tm), Johan Åberg (tm), Linnea Deb (tm), Joy Deb (tm), David Jackson (tm)        |        |        | 1.        | FINALIST       |
| 2 | Top Cats          | "Baby Doll"            | Mårten Eriksson (tm), Lina Eriksson (tm), Susie Päivärinta (tm)                                |        |        | 4.        | Predtekmovanje |
| 3 | Sonja Aldén       | "I din himmel"         | Sonja Aldén (tm), Bobby Ljunggren (tm), Peter Boström (tm)                                     |        |        | 6.        | Odstopljena    |
| 4 | Andreas Lundstedt | "Aldrig aldrig"        | Niclas Lundin (tm), Maria Marcus (tm), Randy Goodrum (tm)                                      |        |        | 7.        | Odstopljena    |
| 5 | Timoteij          | "Stormande hav"        | Kristian Lagerström (tm), Johan Fjellström (tm), Stina Engelbrecht (tm), Jens Engelbrecht (tm) |        |        | 3.        | Predtekmovanje |
| 6 | David Lindgren    | "Shout It Out"         | Fernando Fuentes (tm), Tony Nilsson (tm)                                                       |        |        | 2.        | FINALIST       |
| 7 | Mimi Oh           | "Det går för långsamt" | Anton Malmberg Hård af Segerstad (tm), Niclas Lundin (tm)                                      |        |        | 8.        | Odstopljena    |
| 8 | Thomas Di Leva    | "Ge aldrig upp"        | Thomas Di Leva (tm)                                                                            |        |        | 5.        | Odstopljena    |

## 3.Polfinale
- Datum: 18.2.2012
- Št.Ogledov: ?
- Zaslužek Glasovanja: ?

| # | Izvajalec                   | Pesem               | Avtorji | 1.Krog | 2.Krog | Uvrstitev | Slog           |
| - | --------------------------- | ------------------- | --- | ------ | ------ | --------- | -------------- |
| 1 | Youngblood                  | "Youngblood"        | Fredrik Kempe (tm), David Kreuger (tm)                                                                                                  |        |        | 3.        | Predtekmovanje |
| 2 | Maria BenHajji              | "I mina drömmar"    | Nanna Sveinsdóttir (t), Thomas Cars (m)                                                                                                 |        |        | 8.        | Odstopljena    |
| 3 | Mattias Andréasson          | "Förlåt mig"        | Mattias Andréasson (tm) |        |        | 5.        | Odstopljen     |
| 4 | Love Generation             | "Just A Little Bit" | Nadir Khayat (RedOne) (tm), John Mamann (tm), Jean-Claude Sindres (tm), Teddy Sky (tm), Yohanne Simon (tm), Bilal "The Chef" Hajji (tm) |        |        | 6.        | Odstopljena    |
| 5 | Carolina Wallin Pérez       | "Sanningen"         | Michael Clauss (tm), Martin Bjelke (tm), Carolina Wallin Pérez (tm), F Dread (tm)                                                       |        |        | 7.        | Odstopljena    |
| 6 | Andreas Johnson             | "Lovelight"         | Andreas Johnson (tm), Peter Kvint (tm)                                                                                                  |        |        | 4.        | Predtekmovanje |
| 7 | Molly Sandén                | "Why Am I Crying"   | Molly Sandén (tm), Aleena Gibson (tm), Windy Wagner (tm)                                                                                |        |        | 1.        | FINALE         |
| 8 | Björn Ranelid feat. Sara Li | "Mirakel"           | Fredrik Andersson (m), Björn Ranelid (t)                                                                                                |        |        | 2.        | FINALE         |

## 4.Polfinale
- Datum: 25.2.2012
- Št.Ogledov: ?
- Zaslužek Glasovanja: ?

| # | Izvajalec                        | Pesem                   | Avtorji                                                                                  | 1.Krog | 2.Krog | Uvrstitev | Slog           |
| - | -------------------------------- | ----------------------- | ---------------------------------------------------------------------------------------- | ------ | ------ | --------- | -------------- |
| 1 | Charlotte Perrelli               | "The Girl"              | Fredrik Kempe (tm), Alexander Jonsson (tm)                                               |        |        | 5.        | Odstopljena    |
| 2 | OPA                              | "Allting blir bra igen" | Michael Sideridis (tm)                                                                   |        |        | 8.        | Odstopljena    |
| 3 | Dynazty                          | "Land Of Broken Dreams" | Thomas G:son (tm), Thomas "Plec" Johansson (tm)                                          |        |        | 4.        | Predtekmovanje |
| 4 | Lotta Engberg & Christer Sjögren | "Don't Let Me Down"     | Lasse Holm (tm), Lars "Dille" Diedricson (tm)                                            |        |        | 3.        | Predtekmovanje |
| 5 | Hanna Lindblad                   | "Goosebumps"            | Hanna Lindblad (tm), Linda Sundblad (tm), Tony Nilsson (tm)                              |        |        | 7.        | Odstopljena    |
| 6 | Axel Algmark                     | "Kyss mig"              | Axel Algmark (tm), Mattias Frändå (tm), Jonathan Magnussen (tm)                          |        |        | 6.        | Odstopljena    |
| 7 | Lisa Miskovsky                   | "Why Start A Fire"      | Lisa Miskovsky (tm), Aleksander With (tm), Bernt Rune Stray (tm), Berent Philip Moe (tm) |        |        | 2.        | FINALIST       |
| 8 | Danny Saucedo                    | "Amazing"               | Danny Saucedo (tm), Peter Boström (tm), Figge Boström (tm)                               |        |        | 1.        | FINALIST       |

## Predtekmovanje

### Štartna Lista
| Skupina | Izvajalec                              | Pesem                                             | Avtorji                                                                                            | Napredek |
| ------- | -------------------------------------- | ------------------------------------------------- | -------------------------------------------------------------------------------------------------- | -------- |
| 1       | Sean Banan                             | "Sean den förste Banan" (Sean the First Banan)[A] | Sean Simadi (Sean Banan) (m/l), Joakim Larsson (m/l), Hans Blomberg (m/l), Mårten Andersson (m/l)  | ?        |
| 1       | Thorsten Flinck & Revolutionsorkestern | "Jag reser mig igen" (I rise again)               | Thomas G:son (m/l), Ted Ström (m/l)                                                                | ?        |
| 2       | Timoteij                               | "Stormande hav" (Storming sea)                    | Kristian Lagerström (m/l), Johan Fjellström (m/l), Stina Engelbrecht (m/l), Jens Engelbrecht (m/l) | ?        |
| 2       | Top Cats                               | "Baby Doll"                                       | Mårten Eriksson (m/l), Lina Eriksson (m/l), Susie Päivärinta (m/l)                                 | ?        |
| 3       | Andreas Johnson                        | "Lovelight"                                       | Andreas Johnson (m/l), Peter Kvint (m/l)                                                           | ?        |
| 3       | Youngblood                             | "Youngblood"                                      | Fredrik Kempe (m/l), David Kreuger (m/l)                                                           | ?        |
| 4       | Lotta Engberg & Christer Sjögren       | "Don't Let Me Down"                               | Lasse Holm, Lars "Dille" Diedricson (m/l)                                                          | ?        |
| 4       | Dynazty                                | "Land of Broken Dreams"                           | Thomas G:son (m/l), Thomas "Plec" Johansson (m/l)                                                  | ?        |

|  | 1.KROG     | 1.KROG                                                      | 1.KROG                             |                                                             |                                    | 2.KROG                                                      | 2.KROG | 2.KROG |  |  | KVALFIKACIJE | KVALFIKACIJE         | KVALFIKACIJE |
|  |            |                                                             |                                    |                                                             |                                    |                                                             |        |        |  |  |              |                      |              |
|  | Deltävl. 4 | Dynazty "The Land of Broken Dreams"                         | ?                                  |                                                             |                                    |                                                             |        |        |  |  |              |                      |              |
|  | Deltävl. 2 | Top Cats "Baby Doll"                                        | ?                                  |                                                             |                                    |                                                             |        |        |  |  |              |                      |              |
|  | Deltävl. 2 | Top Cats "Baby Doll"                                        | ?                                  |                                                             | Deltävl. 2                         | Top Cats "Baby Doll"                                        | ?      |        |  |  |              |                      |              |
|  |            |                                                             |                                    |                                                             | Deltävl. 2                         | Top Cats "Baby Doll"                                        | ?      |        |  |  |              |                      |              |
|  |            | Deltävl. 2                                                  | Timoteij "Stormande hav"           | ?                                                           |                                    |                                                             |        |        |  |  |              |                      |              |
|  | Deltävl. 3 | Deltävl. 2                                                  | Timoteij "Stormande hav"           | ?                                                           | Andreas Johnson "Lovelight"        | ?                                                           |        |        |  |  |              |                      |              |
|  | Deltävl. 3 |                                                             |                                    |                                                             | Andreas Johnson "Lovelight"        | ?                                                           |        |        |  |  |              |                      |              |
|  | Deltävl. 2 | Timoteij "Stormande hav"                                    | ?                                  |                                                             |                                    |                                                             |        |        |  |  |              |                      |              |
|  |            |                                                             |                                    |                                                             |                                    |                                                             |        |        |  |  | Deltävl. 2   | Top Cats "Baby Doll" | Finale       |
|  |            |                                                             | Deltävl. 1                         | Thorsten Flinck & Revolutionsorkestern "Jag reser mig igen" | Finale                             |                                                             |        |        |  |  |              |                      |              |
|  | Deltävl. 1 | Thorsten Flinck & Revolutionsorkestern "Jag reser mig igen" | ?                                  |                                                             |                                    |                                                             |        |        |  |  |              |                      |              |
|  | Deltävl. 4 | Lotta Engberg och Christer Sjögren "Don't Let Me Down"      | ?                                  |                                                             |                                    |                                                             |        |        |  |  |              |                      |              |
|  | Deltävl. 4 | Lotta Engberg och Christer Sjögren "Don't Let Me Down"      | ?                                  |                                                             | Deltävl. 1                         | Thorsten Flinck & Revolutionsorkestern "Jag reser mig igen" | ?      |        |  |  |              |                      |              |
|  |            |                                                             |                                    |                                                             | Deltävl. 1                         | Thorsten Flinck & Revolutionsorkestern "Jag reser mig igen" | ?      |        |  |  |              |                      |              |
|  |            | Deltävl. 1                                                  | Sean Banan "Sean Den Förste Banan" | ?                                                           |                                    |                                                             |        |        |  |  |              |                      |              |
|  | Deltävl. 1 | Deltävl. 1                                                  | Sean Banan "Sean Den Förste Banan" | ?                                                           | Sean Banan "Sean Den Förste Banan" | ?                                                           |        |        |  |  |              |                      |              |
|  | Deltävl. 1 |                                                             |                                    |                                                             | Sean Banan "Sean Den Förste Banan" | ?                                                           |        |        |  |  |              |                      |              |
|  | Deltävl. 3 | Youngblood "Youngblood"                                     | ?                                  |                                                             |                                    |                                                             |        |        |  |  |              |                      |              |

## Finale
Finale je potekalo 10. marca v Stockholmu na Švedskem.

### Rezultati
| #  | Izvajalec                              | Pesem                               | Avtorji                                                                                      | Glasovi | Glasovi  | Glasovi | Mesto |
| #  | Izvajalec                              | Pesem                               | Avtorji                                                                                      | Žirija  | Gledalci | Skupaj  | Mesto |
| -- | -------------------------------------- | ----------------------------------- | -------------------------------------------------------------------------------------------- | ------- | -------- | ------- | ----- |
| 1  | David Lindgren                         | "Shout It Out"                      | Fernando Fuentes (m/l), Tony Nilsson (m/l)                                                   | 65      | 23       | 88      | 4.    |
| 2  | Thorsten Flinck & Revolutionsorkestern | "Jag reser mig igen" (I Rise Again) | Thomas G:son (m/l), Ted Ström (m/l)                                                          | 3       | 40       | 43      | 8.    |
| 3  | Dead by April                          | "Mystery"                           | Pontus Hjelm (m/l)                                                                           | 25      | 27       | 52      | 7.    |
| 4  | Lisa Miskovsky                         | "Why Start a Fire?"                 | Lisa Miskovsky (m/l), Aleksander With (m/l), Bernt Rune Stray (m/l), Berent Philip Moe (m/l) | 21      | 18       | 39      | 9.    |
| 5  | Top Cats                               | "Baby Doll"                         | Mårten Eriksson (m/l), Lina Eriksson (m/l), Susie Päivärinta (m/l)                           | 35      | 33       | 68      | 6.    |
| 6  | Loreen                                 | "Euphoria"                          | Thomas G:son (m/l), Peter Boström (m/l)                                                      | 114     | 154      | 268     | 1.    |
| 7  | Ulrik Munther                          | "Soldiers"                          | Ulrik Munther (m/l), Johan Aberg (m/l), Linnea Deb (m/l), Joy Deb (m/l), David Jackson (m/l) | 62      | 26       | 88      | 3.    |
| 8  | Björn Ranelid feat. Sara Li            | "Mirakel" (Miracle)                 | Fredrik Andersson (m), Björn Ranelid (l)                                                     | 1       | 24       | 25      | 10.   |
| 9  | Molly Sandén                           | "Why Am I Crying?"                  | Molly Sandén (m/l), Aleena Gibson (m/l), Windy Wagner (m/l)                                  | 55      | 22       | 77      | 5.    |
| 10 | Danny Saucedo                          | "Amazing"                           | Danny Saucedo (m/l), Peter Boström (m/l), Figge Boström (m/l)                                | 92      | 106      | 198     | 2.    |

#### Žirija
| Pesem               | Belgija | Bosna in Hercegovina | Združeno kraljestvo Velike Britanije in Severne Irske | Estonija | Francija | Ciper | Irska | Malta | Norveška | Nemčija | Ukrajina | Skupaj |
| ------------------- | ------- | -------------------- | ----------------------------------------------------- | -------- | -------- | ----- | ----- | ----- | -------- | ------- | -------- | ------ |
| "Shout It Out"      |         |                      |                                                       |          |          |       |       |       |          |         |          |        |
| "Mystery"           |         |                      |                                                       |          |          |       |       |       |          |         |          |        |
| "Why Start a Fire?" |         |                      |                                                       |          |          |       |       |       |          |         |          |        |
| "Baby Doll"         |         |                      |                                                       |          |          |       |       |       |          |         |          |        |
| "Euphoria"          |         |                      |                                                       |          |          |       |       |       |          |         |          |        |
| "Soldiers"          |         |                      |                                                       |          |          |       |       |       |          |         |          |        |
| "Mirakel"           |         |                      |                                                       |          |          |       |       |       |          |         |          |        |
| "Why Am I Crying?"  |         |                      |                                                       |          |          |       |       |       |          |         |          |        |
| "Amazing"           |         |                      |                                                       |          |          |       |       |       |          |         |          |        |

#### Gledalci
| Pesem                | Žirija | Gledalci (%)    | Točke | Skupaj |
| -------------------- | ------ | --------------- | ----- | ------ |
| "Shout It Out"       | 65     | 102.308 (5.0%)  | 23    | 88     |
| "Jag reser mig igen" | 3      | 172.715 (8.4%)  | 40    | 43     |
| "Mystery"            | 25     | 119.473 (5.8%)  | 27    | 52     |
| "Why Start a Fire?"  | 21     | 77.559 (3.8%)   | 18    | 39     |
| "Baby Doll"          | 35     | 142.688 (7.0%)  | 33    | 68     |
| "Euphoria"           | 114    | 670.551 (32.7%) | 154   | 268    |
| "Soldiers"           | 62     | 112.025 (5.4%)  | 26    | 88     |
| "Mirakel"            | 1      | 103.200 (5.0%)  | 24    | 25     |
| "Why Am I Crying?"   | 55     | 94.525 (4.6%)   | 22    | 77     |
| "Amazing"            | 92     | 458.388 (22.3%) | 106   | 198    |